# Titi Camara
Pour les articles homonymes, voir Aboubacar Sidiki Camara et Camara.
Aboubacar Sidiki Camara, surnommé Titi Camara, est un ancien footballeur international guinéen, né le 17 novembre 1972 à Conakry (Guinée). « Titi » évoluait au poste d'attaquant, il était notamment réputé pour sa vitesse et sa capacité d'accélération.

## Biographie
Fils d'un ambassadeur de Guinée en Égypte, Aboubacar Sidiki Camara nait à Conakry en 1972.
A l'âge de 15 ans, déjà affublé de son surnom "Titi", il fait ses valises pour la France, afin de pouvoir faire des études et de tenter sa chance dans le football. Il joue pendant 2 ans au FCUS Ambert, dans le Puy-de-Dôme (63). A 17 ans, il y est repéré par l'AS Saint-Etienne, club dans lequel il va rester 7 ans, dont 5 ans en équipe professionnelle.
Il est sélectionné à de nombreuses reprises en équipe de Guinée, dont il est le meilleur buteur avec 30 buts, dont notamment 3 inscrits lors de la CAN 2004.
Il arrête sa carrière en juin 2006 après avoir joué à Amiens en Ligue 2.
Il est, depuis 2008, président du club de l’AS Kaloum Star. Dès 2009, le club est promu en Division 1. 
Le 9 juin 2009, il est nommé sélectionneur de la Guinée. Mais son aventure à la tête de la sélection tourne court. En effet, il est limogé au bout de trois matchs (une victoire et une défaite en match de qualification pour la CAN 2010 contre le Malawi et un nul en match amical face à l'Égypte (3-3) ) et remplacé par Mamadi Souaré en octobre 2009.
Le 28 décembre 2010, Aboubacar « Titi » Camara est nommé ministre des Sports de la Guinée par le nouveau président de la République, Alpha Condé. Le 5 octobre 2012, il est remercié lors d'un remaniement ministériel.
En 2022, le magazine So Foot le classe dans le top 1000 des meilleurs joueurs du championnat de France, à la 763e place.

## Carrière de joueur
- 1990-95 : AS Saint-Étienne  France
- 1995-97 : RC Lens  France
- 1997-99 : Olympique de Marseille  France
- 1999-00 : Liverpool  Angleterre
- 2000-03 (jan) : West Ham  Angleterre
- 2003 : Al Ahly Djeddah  Arabie saoudite
- 2003-04 : Al-Sailiya  Qatar
- 2004-06 : Amiens SC  France[7]

## Carrière d'entraîneur
- Juin - septembre 2009 : Sélectionneur de l'équipe nationale de  Guinée.

## Palmarès de joueur
- Finaliste de la Coupe UEFA en 1999 (Marseille)
- Vice-champion de France de Division 1 en 1999 (Marseille).